# Midara na Ao-chan wa Benkyō ga Dekinai
Midara na Ao-chan wa Benkyō ga Dekinai (淫らな青ちゃんは勉強ができない lit. Ao-chan no puede estudiar?) es una serie de manga escrita e ilustrada por Ren Kawahara. La serie fue serializada en la revista Shōnen Magazine Edge de Kōdansha desde octubre de 2015 hasta diciembre de 2018, y se compiló en ocho volúmenes tankōbon. El manga fue licenciado en Estados Unidos por Kodansha USA, quien comenzó a lanzar el manga digitalmente en inglés en septiembre de 2018. Una secuela del manga fue serializa desde enero de 2019 hasta abril de 2020, mientras que una adaptación a serie de anime producida por Silver Link fue transmitida en el bloque Animeism de MBS entre el 6 de abril al 22 de junio de 2019.

## Argumento
Cuando estaba en el jardín de infantes, Ao Horie compartió un breve ensayo sobre el significado de su nombre el cual se escribe con los kanjis de "manzana" y "orgía" lo que pronto la convertiría en objeto de burlas constantes. La relación con su padre, un famoso autor de novelas eróticas, está mediada por el hecho de que gracias al nombre que él le puso y su constante convivencia con literatura erótica, Ao se encuentra en constante conflicto consigo misma y sus deseos. Ella tiene un único propósito y es terminar la secundaria y entrar a una universidad de élite para vivir sola y lejos de su padre que siempre logra avergonzarla.
El plan de Ao es perfecto hasta que comienza a experimentar una inesperada atracción romántica por su compañero Takumi Kijama, que además de ser un tierno joven es bastante apuesto, aunque algo ingenuo. Para Ao, quien nunca antes ha experimentado el amor, esta atracción es producto de la depravación sexual que su padre ha incrustado en ella con su profesión, y como resultado de ello, Ao estará en constante conflicto peleando con sus sentimientos y buscando formas de rechazo contundentes negándose a sí misma las ganas de comenzar a experimentar sus emociones.

## Personajes
Ao Horie (堀江 青 Horie Ao?)
Seiyū: Azumi Waki
Ao es la hija de Hanasaki Horie y tiene buenas calificaciones en la escuela secundaria. Intenta evitar a los chicos en la escuela porque su padre al ser autor de novelas eróticas, le ha dado una visión negativa de los chicos y el sexo, hasta que Takumi Kijima se le confiesa. Ao no puede evitar meterse en situaciones embarazosas con Takumi, al principio ella trata de ignorarlo. Pero luego desarrolla sentimientos por él. 
Takumi Kijima (木嶋 拓海 Kijima Takumi?)
Seiyū: Junta Terashima
Él es el compañero de clase de Ao en la escuela secundaria y está enamorado de ella. Takumi ocasionalmente es partidario de las situaciones embarazosas con Ao, aunque intenta ignorarlo al principio. 
Hanasaki Horie (堀江 花咲 Horie Hanasaki?)
Seiyū: Kenjirō Tsuda
Es el padre de Ao y un novelista erótico. Sus obras notables son Promiscuous Lament y 100 Words of Significance in Bed.
Miyabi Takaoka (高岡 雅 Takaoka Miyabi?)
Seiyū: Juri Kimura
Miyabi es una antigua compañera de clase de Ao. Cuando estaban en el jardín de infantes. Ella está enamorada de Takumi, pero no entiende por qué a él le gusta Ao. 
Soichiro Yabe (矢部 総一郎 Yabe Sōichirō?)
Seiyū: Takashi Kondō
Sōichirō es el editor de las novelas de Hanasaki. 
Masaki Uehara (上原 将生 Uehara Masaki?)
Seiyū: Yūsuke Shirai
Masaki es uno de los amigos de Takumi. 
Shuhei Yonezuka (米塚 周平 Yonezuka Shūhei?)
Seiyū: Toshinari Fukamachi
Shuhei es uno de los amigos de Takumi.

## Medios de comunicación

### Manga
Midara na Ao-chan wa Benkyō ga Dekinai, escrito e ilustrado por Ren Kawahara, fue serializado en la revista Shōnen Magazine Edge de Kodansha desde octubre de 2015 hasta diciembre de 2018. Kodansha USA ha licenciado el manga en América del Norte, ha estado lanzando el manga digitalmente en inglés desde septiembre de 2018. Fue compilado en ocho volúmenes tankōbon. Una secuela del manga fue serializa desde enero de 2019 hasta abril de 2020.
| Volumen 1 | ISBN              | Publicado           |
| Volumen 1 | 978-4-06-391015-5 | 17 de junio de 2016 |
| |                   |                     |
| Contiene los capítulos: - 1. "¡Hombres!" (男なんて Otoko nante?) - 2. "Un Arma de Hombre" (男の武器 Otoko no Buki?) - 3. "Después de Entrenar" (調教の先 Chōkyō no Saki?) - 4. "Quien es Basura" (クズは誰か Kuzu wa dare ka?) - 5. "Mujeres de Alto-Mantenimiento (面倒くさい女 Mendō-kusai onna?) |                   |                     |

| Volumen 2 | ISBN              | Publicado               |
| Volumen 2 | 978-4-0410-5536-6 | 11 de noviembre de 2016 |
| |                   |                         |
| Contiene los capítulos: - 6. "Secreto" (秘密 Himitsu?) - 7. "Inexperiencia" (未経験 Mi keiken?) - 8. "Su Habitación" (彼の部屋 Kare no Heya?) - 9. "Todo lo que Puedas Comer" (宴 Utage?) - 10. "Co-ed Campamento de Verano" (男女合宿 Danjo gasshuku?) |                   |                         |

| Volumen 3 | ISBN              | Publicado          |
| Volumen 3 | 978-4-06-391062-9 | 3 de marzo de 2017 |
| |                   |                    |
| Contiene los capítulos: - 11. "Una Noche Sola Juntos" (ふたりきりの夜 Futari Kiri no Yoru?) - 12. "Anticipación" (期待 Kitai?) - 13. "Cuerpo Caliente" (熱いカラダ Atsui Karada?) - 14. "Engendrado por la Lujuria" (欲望の行方 Yokubō no Yukue?) - 15. "Cuando Pienso en Ti" (君を想えば Kimi o omoe ba?) |                   |                    |

| Volumen 4 | ISBN                   | Publicado           |
| Volumen 4 | ISBN 978-4-06-391073-5 | 14 de julio de 2017 |
| |                        |                     |
| Contiene los capítulos: - 16. "Conexión" (重なるカラダ Kasanaru karada?) - Crédito Extra 1. "Chico Habla" (男子会 Danshi kai?) - 17. "Lecciones Privadas" (プライベートレッスン Puraibeito Ressun?) - 18. "Superando Cualquier Dificultad" (いつもそばに Itsu mo soba ni?) - 19. "Mejor que Bien" (気持ちいい以上 Kimochi iī ijō?) - Crédito Extra 2. "Un Chico por un Día" (男になってみた Otoko ni natte mita?) |                        |                     |

| Volumen 5 | ISBN                   | Publicado               |
| Volumen 5 | ISBN 978-4-06-510462-0 | 16 de noviembre de 2017 |
| |                        |                         |
| Contiene los capítulos: - 20. "Después del Beso" (キスの後 Kisu no Ato?) - 21. "La Reina Miyabi y la Feria Escolar" (女王雅の文化祭 Joou Miyabi ningún Bunkasai?) - 22. "Rival" (ライバル Raibaru?) - 23. "La Confesión de Kaneko-san" (金子さんの告白 Kaneko-san no Kokuhaku?) - Crédito Extra 1. "Por la Tarde" (アフタヌーン出張版 Afutanūn shutchō ban?) - Crédito Extra 2. "Desnudarse" (脱衣 Datsui?) |                        |                         |

| Volumen 6 | ISBN                   | Publicado           |
| Volumen 6 | ISBN 978-4-06-511476-6 | 17 de abril de 2018 |
| |                        |                     |
| Contiene los capítulos: - 24. "Peligro en el Vestidor" (危険な試着室 Kiken na shichaku-shitsu?) - 25. "Truco o Trato (トリック オア トリート Torikku oa torīa?) - 26. "Esa Vez Me Reencarné como una Conejita (異世界に転生したらどうぶつだった Isekai ni tensei shitara dōbutsu datta?) - 27. "Fecha Desnuda" (裸のお付き合い, Hadaka no Otsukiai?) - Crédito Extra. "Miyabi frustrada" (策士雅やぶれる Sakushi Miyabi yabureru?) - Palcy Spinoff. "El Comienzo de los Días Llenos de Diversión de Uehara en Secundaria" (上原の楽しい高校生活のはじまり Uehara no Tanoshii kōkō Seikatsu no Hajimari?) |                        |                     |

| Volumen 7 | ISBN                   | Publicado                |
| Volumen 7 | ISBN 978-4-06-512895-4 | 14 de septiembre de 2018 |
| |                        |                          |
| Contiene los capítulos: - 28. "Noche en Vela" (眠れない一夜 Nemure nai ichiya?) - 29. "Todo Solo" (ひとりぼっち Hitori bocchi?) - 30. "Solo Esta Vez" (一度、大人の関係 Ichido, Otona no kankei?) - 31. "Un Verano de Despedidas" (さよならの夏 Sayonara no Natsu?) |                        |                          |

| Volumen 8 | ISBN                   | Publicado           |
| Volumen 8 | ISBN 978-4-06-514351-3 | 17 de enero de 2019 |
| |                        |                     |
| Contiene los capítulos: - 32. "Vacaciones de Verano de Takumi Kijima" (木嶋拓海の夏休み Kijima Takumi no Natsu Yasumi?) - 33. "Reunión" (再会, Saikai?) - 34. "Ao con Kilos de Más" (青、肥ゆる。 Ao, koyuru.?) - 35. "Juntos en la Biblioteca" (図書室のふれあい Tosho-Shitsu no Fureai?) - Última Lección. "Ao Horie" (堀江 青 Horie Ao?) |                        |                     |

### Spin-off
| N.º | Fecha de lanzamiento  | ISBN                   |
| --- | --------------------- | ---------------------- |
| 1   | 17 de mayo de 2019    | ISBN 978-4-06-515755-8 |
| 2   | 17 de octubre de 2019 | ISBN 978-4-06-517404-3 |
| 3   | 13 de mayo de 2020    | ISBN 978-4-06-519496-6 |

### Anime
Una adaptación a serie de televisión de anime se anunció el 4 de diciembre de 2018. La serie está animada por Silver Link y dirigida por Keisuke Inoue, con Michiko Yokote a cargo de la composición de la serie, y Miwa Oshima diseñó los personajes. Se emitió del 6 de abril al 22 de junio de 2019 en el bloque de programación Animeism de MBS, TBS y BS-TBS. Edoga Sullivan interpretó el tema de apertura de la serie "Wonderful Wonder", mientras que Spira Spica interpretó el tema final de la serie "Koi wa Miracle" (恋はミラクル?). Sentai Filmworks ha licenciado la serie para regiones internacionales, excluyendo Asia.
| # | Título | Estreno             |
| --- | --- | ------------------- |
| 1 | «Ao-chan no puede disfrutar de su juventud» «Ao-chan wa seishun ga dekina» (青ちゃんは青春ができない)                 | 6 de abril de 2019  |
| En un flashback, en la escuela, Ao Horie se presenta en clase sobre el origen de su nombre y por qué el padre de Ao la llamó, lo que lamenta haber compartido en clase. Ahora en la escuela secundaria, Takumi Kijima estaba comentando sobre las buenas calificaciones de Ao. Ella cree que ambos viven en mundos diferentes y rápidamente abandona el aula para irse a casa. Al día siguiente en la escuela, la maestra le pide a Ao que vea el tobillo torcido de Takumi y le da un nuevo conjunto de uniforme para que él lo use. Ao fue a verlo, pero escuchó una conversión con Masaki Uehara y salió de la habitación. Ao habla con Takumi y le da el uniforme, mientras que secretamente, Hanasaki aparece y sorprende a Ao. Ella trata de evitar que le haga cosas. Esto es hasta que Takumi cubre a Ao con el uniforme y le confiesa a Ao. | |                     |
| 2 | «Ao-chan no puede declinar fácilmente» «Ao-chan wa jōzu ni kotowarenai» (青ちゃんは上手に断れない)                    | 13 de abril de 2019 |
| En la escuela, Ao estaba pensando en la confesión de Takumi. Takumi saludó a Ao y se asustó por él. Al día siguiente, ella llevaba un uniforme diferente a la escuela, que Masaki comentó al respecto y Ao dejó la clase avergonzada. Takumi fue a verla y se saltaron las clases para comer. Ao quería tocar a Takumi, mientras dormía. Pero él pensó que ella quería tocar su mano. Entonces Takumi preguntó si Ao aceptaba su confesión. Ao grita que aún no está familiarizada con ser pareja. Takumi responde a Ao para no rechazar su confesión y pensar en ello. Hanasaki le pregunta a Ao acerca de Takumi y le dio algunos consejos, pero a Ao no le gustó. En la escuela, Ao estaba tratando de estudiar. Pero ella estaba leyendo una de las novelas de Hanasaki, disfrazada de un libro escolar. Se lo tiró a Takumi y él recogió la novela. Pensando que es su libro de estudio. Ao le pide a Takumi que estudie juntos e intentó recuperar la novela de él, y Ao pensó que la tenía. Pero Takumi poseía el libro de la escuela y Ao, en cambio, tenía la novela y se escapó. | |                     |
| 3 | «Ao-chan no puede proteger su mitad inferior» «Ao-chan wa kahanshin ga mamorenai» (青ちゃんは下半身が守れない)        | 20 de abril de 2019 |
| En una excursión escolar, Ao entró a Takumi en la posada y algunos de sus compañeros le preguntaron por él. Ao va a la habitación de Takumi mientras que él, Masaki y Shuhei Yonezuka, el amigo de Takumi, fueron a la habitación. Takumi notó que la puerta del armario estaba atascada y trató de cerrarla. Masaki y Shuhei querían bebidas y Takumi se quedó atrás para sacar un futón del armario. Pero Ao se estaba escondiendo allí. Él comienza a sentir su cabeza y avergonzado cayó sobre él. Cuando los amigos de Takumi y sus compañeros de clase aparecieron. Ao quería irse y fueron a un santuario para tener una prueba de coraje. Ella y Takumi se emparejaron. En el camino de regreso dejando el santuario, Takumi notó que la falda de Ao estaba metida a medio camino mostrando su ropa interior. Takumi trata de contárselo a Ao, hasta que se quitó la camisa y ató un nudo alrededor de la cintura de Ao. | |                     |
| 4 | «Miyabi-chan no puede ser golpeada» «Miyabi-chan wa maketakunai» (雅ちゃんは負けたくない)                             | 27 de abril de 2019 |
| Ao tuvo una pesadilla con su nombre y se despertó con Hanasaki queriendo darle una carta de alguien. Ella abre la carta para encontrar a Takumi durmiendo con una chica. En la escuela, durante un partido de práctica de fútbol, Ao quería hablar con Takumi y saber quién era la chica de la foto. Pero sus compañeros aplaudieron a Takumi y él los saludó, le preguntaron si Ao era su novia. Ella lo negó y escuchó que él iba a un mezclador. Ella se escapó a un café. En la cafetería, la chica de la imagen se encuentra frente a Ao y la recuerda como Miyabi Takaoka. Takumi habló con Ao sobre el mezclador y Miyabi. En el parque, Hanasaki vio a Takumi y Miyabi en una cita y fueron a una casa encantada. Mientras Ao se perdía con su padre, cuando Takumi la encontró y la acompañó. Por la noche, Takumi y Miyabi continuaron su cita. Ao los siguió hasta un hotel de amor. | |                     |
| 5 | «Ao-chan no puede llevar a las vírgenes» «Ao-chan wa dōtei o michibikenai» (青ちゃんは童貞を導けない)                 | 4 de mayo de 2019   |
| Ao vio que Takumi y Miyabi fueron a un hotel, pero ella se desmayó. Takumi llevó a Ao a su habitación y se despertó. Intentó contarle lo sucedido. Que el hotel no acepta niños de secundaria y Miyabi se escapó de Takumi. Él le dice a Ao que él es virgen y ella cree que Takumi le dice esto a otras chicas que le gustan, pero no lo hace y se fue. Al día siguiente, en la escuela, Takumi intenta evitar a Ao, pero Masaki le pregunta sobre la tarea de Takumi y trata de terminarla juntos. En la cafetería, Takumi le dijo a Ao sobre una pregunta que no recibió. Pero, fue una de las novelas de Hanasaki como un libro de estudio. Regresaron a casa, Takumi quería saber sobre Ao, si ser una pareja es su primera vez. Ella se asustó cuando él la interrogó y se fue a ver a Miyabi. | |                     |
| 6 | «Kijima no puede esperar más» «Kijima-kun wa mō matenai» (木嶋くんはもう待てない)                                     | 11 de mayo de 2019  |
| En casa, Hanasaki se quedó sin ideas para escribir en sus novelas. Cuando Soichiro Yabe, su editor, y Ao decidieron ir a un festival para encontrar algún consejo para las novelas de Hanasaki. En el festival, Ao se perdió y vio a Takumi y Miyabi trabajando allí. Soichiro la encontró y se presenta como el amigo de Hanasaki de la universidad. (Guardando el secreto de que él es el editor de Hanasaki.) Takumi piensa que Soichiro es un amigo muy cercano a la familia de Ao y Miyabi lo lleva de regreso al trabajo. Ella trató de decirle a Takumi que dejara de pensar que él estaba con Ao. Takumi encontró a Ao durante su descanso y le preguntó sobre Soichiro. Mientras tanto, él fue a buscarla. Takumi apartó a Ao de Soichiro y le dijo que regresaría a casa más tarde. En el parque, Takumi todavía está esperando la confesión de Ao. | |                     |
| 7 | «Ao-chan puede manejar el mar» «Ao-chan wa umi de mo kamawanai» (青ちゃんは海でもかまわない)                          | 18 de mayo de 2019  |
| En la escuela, Ao tomó un examen de ingreso de práctica para las universidades. Pero sus calificaciones para el examen fue una calificación reprobatoria. Decidió estudiar en la playa cuando aparecen Takumi, Miyabi y Masaki. Ao intentó rechazar el consejo de Takumi para divertirse antes de que su grupo de estudio comience más tarde. Miyabi le dijo a Ao que puede tomar prestado un traje de baño de la tienda en su nuevo trabajo. Ao y Takumi se adelantaron para relajarse, mientras que Miyabi y Masaki se quedaron atrás preguntándose por Ao y Takumi está haciendo lo siguiente. Ao quería irse de la playa, pero Takumi movió su salvavidas a la orilla. Pensando que él quería estar con ella por más tiempo y le recordó que Ao tiene un grupo de estudio al que asistir pronto. Ella pensó que Takumi quería hacer otra cosa antes de ir allí. Ao se enojó con él por eso y se quitó su traje de baño. Cuando Miyabi y Masaki fueron a verlos. | |                     |
| 8 | «Kijima-kun carece de resistencia» «Kijima-kun wa seiryoku ga tarinai» (木嶋くんは精力が足りない)                     | 25 de mayo de 2019  |
| Por la noche, Ao estaba pensando en lo que sucedía en la playa. Cuando un par de chicos pasaron y vieron a Ao estaba golpeando el poste de luz. Ao llegó a casa para estudiar, pero ella tenía un mensaje de texto de Takumi sobre su club de fútbol que tenía un partido de práctica. Ao le envió un mensaje de vuelta acerca de ella preparando comida para Takumi. A la mañana siguiente, ella trató de hacer diferentes comidas para él. Pero una anguila se escapó y se unió a Hanasaki cuando recibió el periódico. Para vengarse, agrega un ingrediente en el cuenco de anguila. Mientras Ao se tomaba un descanso y Soichiro hacía café. En el parque, el equipo de Takumi perdió y se sintió deprimido cuando Ao quería darle comida para animarse. Cuando sus compañeros de clase salieron para karaoke. Después de que Takumi comiera la comida, actuaba de forma extraña y tocó a Ao. Se detuvo y Ao le dijo que dejara de confesárselo. | |                     |
| 9 | «Ao-chan necesita más que fantasías» «Ao-chan wa mōsō ja tarinai» (青ちゃんは妄想じゃ足りない)                        | 1 de junio de 2019  |
| En casa, Ao lamenta haber rechazado a Takumi y ella estaba llevando a un maniquí. Lo que la sorprendió, y Hanasaki la trajo para que Ao la tuviera. En la escuela, Ao se sentía extraño estando en el aula. Hasta que, Masaki le preguntó si Takumi estaba enojado. Llegó a casa para estudiar y Soichiro preguntó si Ao rechazaba a Takumi, pero no podía dejar de decir su nombre. Habló con Hanasaki sobre la depresión de Ao. Más tarde, Ao volvió a su habitación, mientras que Soichiro dejó de darle clases y salió de la casa. Que vio a Takumi y quería ver a Ao. Takumi le habló de dejarla sola en la escuela. Cuando Takumi se iba, Ao quería que se quedara y él la besó en la frente. Antes de que Takumi se fuera, le pidió a Ao que fuera a estudiar juntos. Pensando que ella pensaba que Takumi quería salir con ella en su lugar. | |                     |
| 10 | «Papá no puede ofrecer apoyo» «Otōsan wa ōen dekinai» (お父さんは応援できない)                                        | 8 de junio de 2019  |
| En la escuela, la clase de Ao estaba pensando en qué evento están haciendo para el festival deportivo de la escuela. Oyó por casualidad que Takumi participaba en el festival. Ao llegó a casa y también quería estar en el festival, pero Hanasaki también quería estar allí. Ella trata de decirle que no se presente, porque cada festival escolar en el que Ao participó, termina en un fiasco. Debido a Hanasaki dando sus novelas a todos. Lucharon y no se hablaron hasta que comenzó el festival. En el festival, Takumi habló con Ao y estaba preocupada por su padre. Ao fue a participar en un evento, pero ella pisó la espalda de Hanasaki y él quería apoyarla. Al comienzo del evento, Ao corrió y Hanasaki gritó cuál era el tamaño de su taza. Más tarde, ella le pidió que no se presentara en la escuela. | |                     |
| 11 | «Ao-chan no puede usar bragas sedosas» «Ao-chan wa tsurutsuru pantsu ga hakenai» (青ちゃんはツルツルパンツがはけない) | 15 de junio de 2019 |
| En la escuela, Takumi le pidió a Ao que estudiara en su apartamento el fin de semana. Por la noche, Ao miró a través de su teléfono y compró ropa interior. El paquete llegó y Hanasaki quería conseguirlo, pero Ao se apresuró hacia la puerta para agarrar el paquete. Hanasaki le preguntó qué había dentro, ella le dijo que era para estudiar. Más tarde, Ao llegó al apartamento de Takumi para estudiar. Estudiaron hasta que Ao hizo una pregunta de matemáticas, mientras que Takumi no lo entendió. Le hizo a Ao una pregunta sobre quién puntúa mejor en el cuestionario y ella pensó que él quería desafiarla. Pero ella estaba pensando en pensamientos sucios en su lugar. Takumi pensó que Ao tenía una idea y se trataba de hacerlo bento nuevamente. Ella respondió, pero tenía dolor de estómago y se quedó en casa. Que ella se perdió la prueba de la escuela. | |                     |
| 12 | «Ao-chan no puede estudiar» «Ao-chan wa Benkyō ga Dekinai» (青ちゃんは勉強ができない)                                 | 22 de junio de 2019 |
| Ao fue a una heladería y visitó a Miyabi en su trabajo. Preguntó qué es un beso y Miyabi casi lo demostró frente a Ao, mientras todos miraban. Mientras tanto, Masaki le preguntó a Takumi sobre Ao y su relación. Pero ella está más enfocada en estudiar que en divertirse. En la escuela, Ao estaba siendo extraño con Takumi, hasta que ella le contó que Miyabi se preguntaba si se habían besado todavía y él besó a Ao. En casa, Ao hizo demasiada tempura para Hanasaki y Soichiro se preguntó si era extraña. En la escuela, todos sabían que Takumi besaba a Ao, y avergonzada, ella dejó el aula. Takumi fue a hablar con Masaki y Shuhei, sobre él y Ao. Más tarde, fue a la librería para ver a Ao y quería ir a la estación de tren juntos. Pero en el camino que iba allí, besó a Ao y la hizo avergonzarse de nuevo. | |                     |